# Station IJlst
Station IJlst (ook wel Drylts) is het spoorwegstation van de Friese stad IJlst. Het gebouw is tegelijkertijd met de opening van de spoorlijn Leeuwarden - Stavoren geopend op 8 november 1885.
Het had weinig gescheeld of de spoorlijn was niet door IJlst gekomen. De Tweede Kamer had namelijk een motie aangenomen om het spoor niet via IJlst, maar via Bolsward naar Workum te laten lopen, maar de Eerste Kamer verhinderde dat.
In 1938 werd Station IJlst geschrapt uit de dienstregeling, maar in de periode 1940-1941 stopten er voor korte tijd weer treinen. Hierna waren er nog wel goederentreinen die IJlst aandeden, tot september 1970. In 1954 is het oude stationsgebouw gesloopt: het was overbodig geworden.
Sinds 1985 stoppen er weer treinen in IJlst, in dat jaar kwam er ook een nieuwe halte, nu in vorm van een abri. De abri ligt een paar honderd meter noordoostelijk van de voormalige locatie van het oude station.

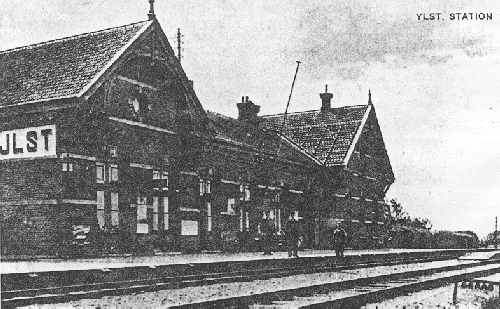
Het oude station van IJlst in 1920
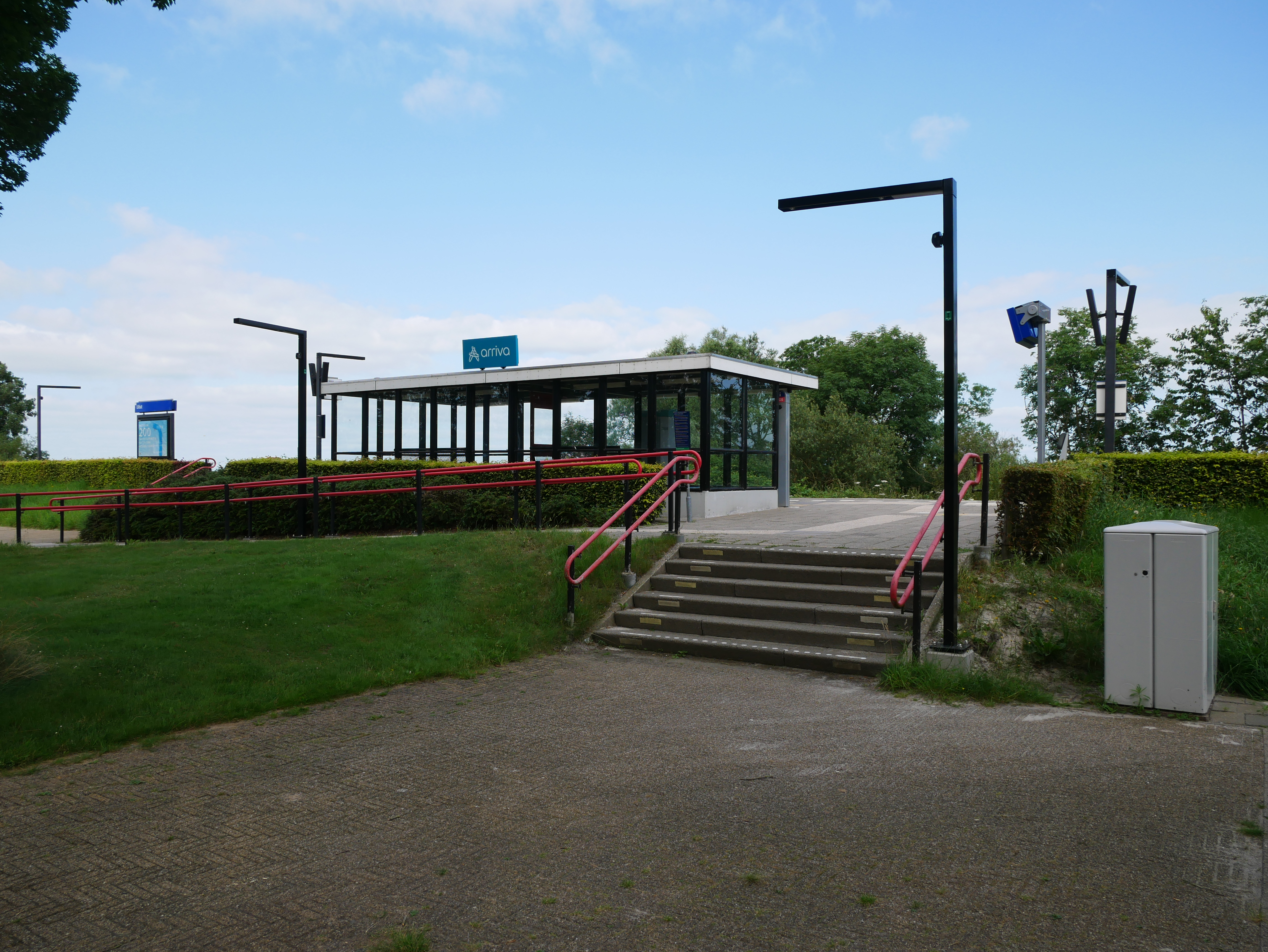
Het station in 2021
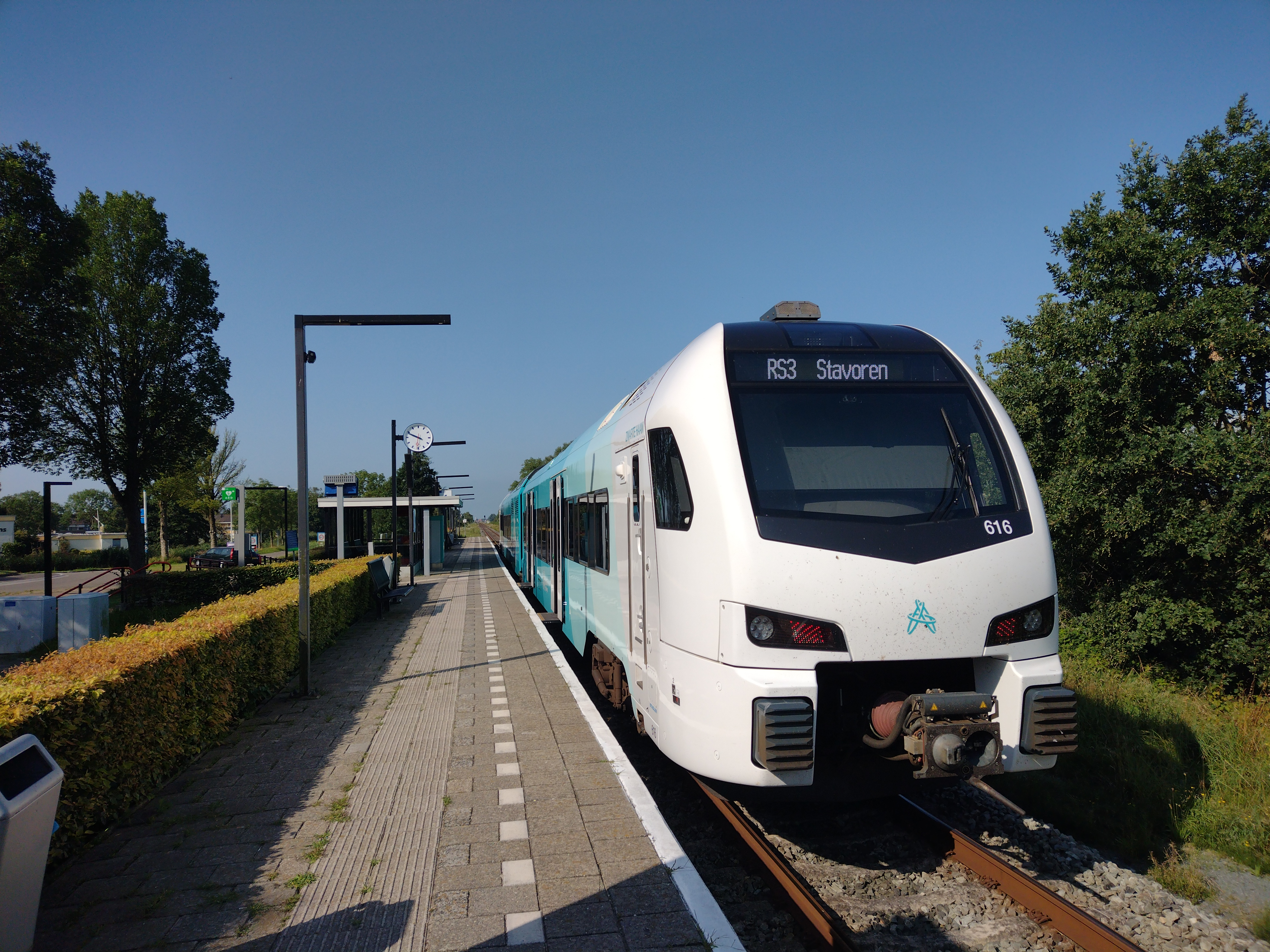
Arriva WINK op het station

## Bediening
De volgende treinserie stopt op dit station:
| Serie      | Treinsoort         | Route                                 | Bijzonderheden |
| ---------- | ------------------ | ------------------------------------- | -------------- |
| 37100 RS 3 | Stoptrein (Arriva) | Leeuwarden – Sneek – IJlst – Stavoren |                |